# Microleve ML 500
Die Microleve ML 500 ist ein Ultraleichtflugzeug des brasilianischen Herstellers Microleve Ind. e Com. Ltda.

## Konstruktion
Die ML 500 wurde vom Schweizer Ingenieur Hans Gygax entworfen und ist als abgestrebter Hochdecker mit festem Bugradfahrwerk ausgelegt. Der Rumpf besteht nur aus der Kabine aus Aluminiumrohren und Verbundwerkstoffen mit daran anschließendem Heckausleger mit konventionellem Leitwerk. Die Tragfläche befindet sich auf Streben über der Kabine und besteht aus einer Rohrkonstruktion, über welche imprägnierter Stoff gespannt ist. Hierauf ist der Motor angebracht, der einen Druckpropeller antreibt. Als Motor wird der Rotax-582-Zweitaktmotor mit 48 kW verwendet. Die ML 500 wurde auch als Bausatz angeboten.

## Technische Daten
| Kenngröße             | Daten                                 |
| --------------------- | ------------------------------------- |
| Besatzung             | 1                                     |
| Passagiere            | 1                                     |
| Länge                 | ? m                                   |
| Spannweite            | 10,30 m                               |
| Höhe                  | 2,10 m                                |
| Flügelfläche          | 14,70 m²                              |
| Leermasse             | 225 kg                                |
| max. Startmasse       | 449 kg                                |
| Reisegeschwindigkeit  | 90 km/h                               |
| Höchstgeschwindigkeit | 140 km/h                              |
| Dienstgipfelhöhe      | ?                                     |
| Reichweite            | ?                                     |
| Triebwerke            | 1 × Rotax-582-Zweitaktmotor mit 48 kW |